# Onze-Lieve-Vrouw-van-Fátimakapel (Heierhoeve, 2013)
De Onze-Lieve-Vrouw-van-Fátimakapel is een kapel in Heierhoeve in de Nederlandse gemeente Venlo. De kapel staat op de hoek van de Heierkerkweg met de Heierhoevenweg, niet ver van het terrein van de Floriade 2012. Op krap anderhalve kilometer naar het zuidoosten staat de Sint-Janskapel.
De kapel is gewijd aan de heilige Maria, specifiek aan Onze-Lieve-Vrouw van Fátima.

## Geschiedenis
Tussen 1946 en 2008 stond er op een andere plek in Heierhoeve een kapel die werd afgebroken om ruimte te maken voor het bedrijventerrein Trade Port Noord.
In 2013 bouwde de Buurtvereniging Heierhoeve een geheel nieuwe kapel op een andere plek in een andere vorm, maar gewijd aan dezelfde Onze-Lieve-Vrouw.

## Gebouw
De bakstenen kapel heeft een halfronde koorsluiting en wordt gedekt door een zadeldak met leien. Op de achterste nok is een kruis geplaatst. In de zijgevels bevinden zich elk twee smalle vensters. De frontgevel is een puntgevel met verbrede aanzet en schouderstukken met een kleine natuursteen op de top. In de frontgevel bevindt zich een segmentboogvormige nis, waarbij op een lichte achtergrond een corpus is opgehangen, en de segmentboogvormige toegang van de kapel die wordt afgesloten met een hek. De sluitsteen van de toegangsboog is uitgevoerd in natuursteen en toont het jaartal 2012.
Van binnen is de kapel wit gepleisterd. Tegen de achterwand is het bakstenen altaar gemetseld. Op het altaar staat achter glas op een sokkel het Mariabeeld dat de gekroonde heilige toont in biddende houding met de handen samengevouwen.